# Frederico Guilherme Schmidt
Frederico Guilherme Schmidt (São Leopoldo, 1898 — 1958) foi um político brasileiro.
Natural de São Leopoldo, foi empresário e político. Foi eleito deputado estadual pelo PSD para a 37ª Legislatura da Assembleia Legislativa do Rio Grande do Sul, de 1947 a 1951, tendo sido eleito para a 2º Vice-Presidência da Mesa Diretora de 1948. 